# Archanara unipuncta
Archanara unipuncta är en fjärilsart som beskrevs av Tutt 1891. Archanara unipuncta ingår i släktet Archanara och familjen nattflyn. Inga underarter finns listade i Catalogue of Life.